# Johannes Evangelistkerk (Veghel)
De Johannes Evangelistkerk was een parochiekerk in de tot de Noord-Brabantse gemeente Meierijstad behorende plaats Veghel, gelegen aan de Van Diemenstraat 1.

## Geschiedenis
Deze kerk werd in 1965 gebouwd als noodkerk voor de derde parochie van Veghel in de wijk Veghel-Zuid. Het was een sporthalkerk, ontworpen door A. van Merendonk. Deze kerk deed dienst in de zuidoostelijke nieuwbouwwijken van Veghel.
In 2017 werd de kerk onttrokken aan de eredienst. Een definitieve kerk werd nimmer gebouwd. Door vergrijzing en ontkerkelijking daalde het aantal kerkgangers immers sterk. In 2019 werd bekendgemaakt dat de kerk zou worden gesloopt. Dit is inmiddels gebeurd. Op de plaats van de voormalige kerk verrees een complex woon/zorgappartementen, "De Johannes" genaamd.